# Коцоев, Арсен Борисович

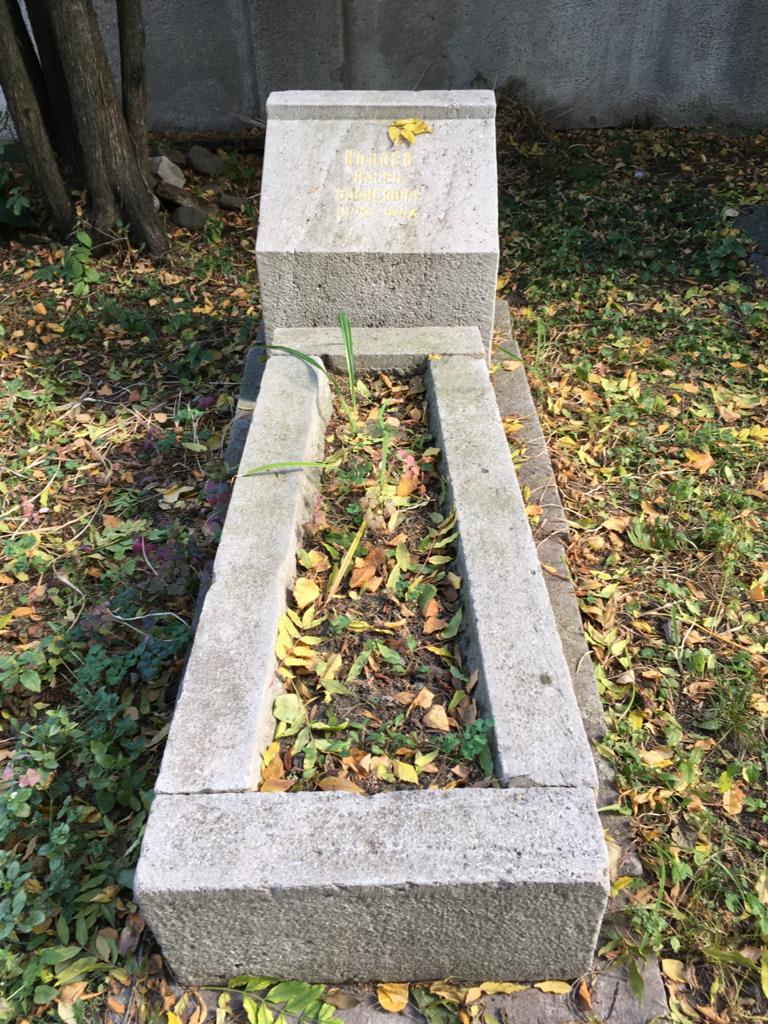
Могила Арсена Коцоева в ограде Осетинской церкви. Памятник культурного наследия федерального значения.

Арсе́н Бори́сович Коцо́ев (осет. Коцойты Арсен; 15 января 1872, с. Гизе́ль, ныне Пригородного района Северной Осетии — 4 февраля 1944, Орджоникидзе) — осетинский советский писатель. Один из зачинателей осетинской художественной прозы.

## Биография
Арсен Коцоев родился в бедной крестьянской семье, в девять лет пошёл в сельскую школу, затем учился в Ардонской семинарии. Учась в семинарии, увлёкся литературой. 
Коцоев не смог окончить семинарию по причине болезни; вернувшись в родное село, занялся литературной деятельностью, посылал свои рассказы в газеты «Терские ведомости» и «Казбек», печатался под псевдонимами «Хабош», «Боташ» и просто «А. К.».
Работал учителем в школах Кадгарона, Даргавса и Унала, в 1899 году во второй раз встретился с Коста́ на съезде учителей. В 1902 году за участие в крестьянском восстании Коцоев был лишён права жить в Терской области и был вынужден переехать за Кавказский хребет, в Южную Осетию. На юге он снова стал работать в осетинских школах, писал публицистические статьи для периодических изданий Закавказья. В 1905—1908 годах жил в Петербурге, служил в архиве государственного банка
.
В начале 1910 года Арсен Коцоев переехал в Тифлис и стал издавать там еженедельный журнал «Æфсир» (Колос). В журнале впервые были опубликованы осетинские рассказы самого Коцоева и многих других авторов. Издание сыграло огромную роль в развитии осетинской литературы и публицистики, однако на 14-м номере, в мае того же года, журнал был закрыт.
В 1912 году Коцоев снова в Петербурге, он работал в большевистской газете «Правда» корректором, в этом году в газете были опубликованы в авторском переводе его рассказы «Помечтали», «Охотники» и «Товарищ».
После Октябрьской революции 1917 года Коцоев принимал участие в становлении новой осетинской печати, с 1923 по 1929 годы жил в Цхинвале, работал редактором юго-осетинской газеты «Хурзæрин» (Солнце) и журнала «Фидиуæг» (Глашатай).
В 1929 году возвратился во Владикавказ и занимался литературной деятельностью. В 1939 году Коцоев за выдающиеся заслуги в общественно-просветительной работе был награждён орденом «Знак Почёта». Вместе с тем, новая власть с подозрением относилась к уже немолодому писателю, который немало печатался при прежнем режиме. Проживал в доме № 29 (объект культурного наследия) на улице Гибизова во Владикавказе. Умер 72-летний писатель во Владикавказе, в бедности и одиночестве.
Память
- Похоронен во Владикавказе, во дворе музея К. Л. Хетагурова. Позднее его прах был перенесён в Некрополь у Осетинской церкви.
- Именем писателя названы улицы во Владикавказе, Цхинвале и Беслане.
- В начале 2000-х годов перед Национальной научной библиотекой РСО-А на улице Коцоева во Владикавказе установлен памятник писателю.
- Мемориальная доска на доме № 29 по улице Гибизова во Владикавказе.

## Творчество
События многих рассказов А. Б. Коцоева связаны с суровыми обычаями горцев: в частности, с кровной местью («Сæумæрайсом» (Рано утром), «Фынддæс азы» (Пятнадцать лет) и др.). Ряд рассказов описывают страдания горцев-бедняков, верящих в колдовство и тратящих последние деньги на магические «расспросы» (заговоры). В нескольких произведениях Коцоев художественными приёмами критикует обычай выплаты калыма (осет. ирæд): герой рассказа «Афтæ дæр вæййы» (Вот как бывает) ворует овец из отары своего будущего тестя, чтобы выплатить частями калым, но однажды ночью его убивают при попытке украсть лошадей.
«Арсен был художником трагизма жизни… Сложными, как сам мир, делает пути своих героев Арсен…» — пишет о нём осетинский литературовед Шамиль Джигкаев в очерке, опубликованном в издании произведений Коцоева (Уацмыстæ. Орджоникидзе, 1971).
В рассказе «Пятнадцать лет» Коцоев описывает жестокую историю кровной мести. Пятнадцать лет главный герой рассказа Кавдын ждал, когда сын Годаха, его кровного врага, повзрослеет. Люди смеялись над Кавдыном, говоря, что он не отомстил за нанесённое оскорбление, но только спустя 15 лет выяснился коварный замысел Кавдына Долойти. Обращаясь к своей жертве, он говорит: «Ничтожного человека к чему убивать?.. Этим свою месть не освободил бы. Пятнадцать лет я ждал, пока ты вырастешь…». Коста Хетагуров в этнографическом очерке «Особа» писал о кровной мести у горцев: «Отомстить за кровь или, как говорят осетины, взять свою кровь, вовсе не значит убить самого убийцу, который мог быть хромым, косым, горбатым, старым; нужна жертва, если не
больше, то, по крайней мере, равная её потере. Вот почему вся семья и фамилия такого убийцы попадали в осадное положение и если противники были сильнее, то без вины виноватые никуда не показывались, пашни и сенокосы их оставались не вспаханными и не вскошенными. Хлеб, если он ещё был на корню, выкашивался или вытаптывался, скотина их падала под выстрелами и ударами шашки».
В повести «Джанаспи» (1940) Коцоев показывает классовую борьбу в осетинской деревне. Действие начинается до Октябрьской революции и заканчивается в эпоху коллективизации. Основным действующим лицом повести является кулак по имени Джана́спи, разбогатевший на Первой мировой войне.
Перу Коцоева принадлежит только один роман — «Кæфхъуындар» (Дракон). Роман повествует о жизни горцев в большом городе. Произведение известно лишь по отрывкам, публиковавшимся в газете «Растдзинад» (1923 год, номера 11-17); первый отрывок сопровождался введением от редакции: «Роман скоро выйдет отдельной книгой, а мы пока печатаем лишь несколько отрывков». Отдельной книгой роман издан не был.
В последующие годы советской власти творчество Коцоева оценивалось как недостаточно современное, непролетарское и т. д. Вот что пишет о писателе Литературная энциклопедия (том V, издан в 1931 году):

КОЦОЕВ Арсен — осетинский писатель, один из основоположников осетинской прозы. Рассказы его «Пятнадцать лет», «Бывает и так» и др. переведены и на русский яз. К. — попутчик, он принадлежит к тем одиночкам из старых осетинских писателей, к-рые восприняли Октябрьскую революцию «постольку, поскольку». Низвержение царизма они встретили с восторгом, но к классовой борьбе отнеслись отрицательно, не признавая за пролетариатом руководящей роли. Для них характерна тяга к «единой Осетии». В творчестве К. особенно ярко сказалось это попутническое колебание: то он приближается к современности, нанося удары окружающему невежеству, религиозным и бытовым предрассудкам («Черное облако», «Бывает и так» и некоторые другие), то выступает против нового быта, клевеща на комсомольскую молодежь. Коцоев — один из лучших стилистов в осетинской литературе. Его рассказы вышли отдельными сборниками.
Под клеветой на комсомольскую молодёжь имеется в виду, по всей видимости, рассказ «Что произошло ночью в Фазикау», главный герой которого — комсомолка Тамара — распутная женщина, возвратившаяся из Тифлиса и шокирующая всё село своими поступками и высказываниями, а в конце истории убивающая детей своего мужа только за то, что те мешали ей жить. Как справедливо отмечал уже в 1970-х годах литературовед Шамиль Джикаев, в этом рассказе Коцоев критикует скорее не комсомол вообще, а особый тип приспособленцев, пытавшихся прикрыть новыми порядками (в случае Тамары — «освобождением женщины») своё желание жить, как им хочется. «В 20-е годы газеты часто писали, что подобные люди во множестве вступают в молодёжные организации, чтобы прикрыть свои бесчинства именем комсомола. У Тамары нет связи с районной или иной организацией, никто не проверяет её работу», — разбирает произведение Джикаев в предисловии к изданию рассказов Коцоева 1971 года.
Рукописи произведений Коцоева не сохранились, что затрудняет их текстологическое исследование. К примеру, ряд рассказов — «Ханиффæ» (Ханиффа) и др. — издавались в разных вариантах, причём непонятно, какая правка вносилась самим Коцоевым, а что нужно отнести к редакторским правкам.

## Сочинения
На осетинском языке:
- Радзырдтæ. Цхинвал, 1924;
- Радзырдтæ. Мæскуы, 1927.
- Радзырдтæ. Цхинвал, 1929;
- Радзырдты æмбырдгонд. 1-аг чиныг, Орджоникидзе, 1934.
- «Фыдбылыз», «Цæукъа æмæ фыркъа», «Ханиффæйы мæлæт», «Джанаспи». Орджоникидзе, 1940.
- Уацмыстæ, фыццаг том. Дзæуджыхъæу, 1949.
- Уацмыстæ. Орджоникидзе, 1971.

В русском переводе:
- Избранные рассказы, М., 1952;
- Саломи. Избранные рассказы, М., 1959.

## Награды
- орден «Знак Почёта» (31.01.1939)

## Память
Во Владикавказе в память об Арсене Коцоеве названа улица.